# Braune Einsiedlerspinne
Die Braune Einsiedlerspinne (Loxosceles reclusa; Trivialname englisch: Brown Recluse Spider) ist eine Spinne aus der Familie der Sechsäugigen Sandspinnen (Sicariidae). Die Art ist in den USA vom Mittleren Westen bis in den Süden verbreitet.

## Merkmale
Die Körperlänge der Braunen Einsiedlerspinne beträgt 8 bis 9 Millimeter. Dabei ist das Weibchen zumeist geringfügig größer als das Männchen. Mit diesen Maßen handelt es sich um einen mittelgroßen Vertreter der Echten Webspinnen (Araneomorphae). Der Körperbau gleicht dem anderer Einsiedler-Violinspinnen (Loxosceles).
| Geschlecht | Länge des Carapax (Rückenschild des Prosomas bzw. Vorderkörpers) | Breite des Carapax | Länge des Opisthosomas (Hinterleib) | Breite des Opisthosomas |
| ---------- | ---------------------------------------------------------------- | ------------------ | ----------------------------------- | ----------------------- |
| Weibchen   | 4                                                                | 3,32               | 5,3                                 | 3                       |
| Männchen   | 3,25                                                             | 2,9                | 4,5                                 | 2,7                     |

### Sexualdimorphismus
Die braune Einsiedlerspinne weist einen für Spinnen üblichen Sexualdimorphismus (Unterschied der Geschlechter) auf. Dieser ist neben der Größe auch in der Färbung von Männchen und Weibchen bemerkbar, wobei diese bei beiden Geschlechtern fast gleich ist.

#### Weibchen
Der Carapax des Weibchens hat eine blassgelbliche bis dunkelorangene oder rötlichbraune Grundfarbe. Die Pars cephalica (Kopfteil) ist rötlichbraun gefärbt und manchmal median (mittig) blasser und kann auch eine Reihe dunkler und blasser Streifen umschließen. In dem Fall setzt die Pars cephalica sich posterior (hinten) in Form eines schmalen dunklen Streifen entlang der Fovea (an den Muskeln des Saugmagens ansetzende Einkerbung) fort, wodurch ein Y- oder geigenförmiges Gebilde entsteht. Die Pars thoracica (Brustteil) ist lateral (seitlich) durch drei dunkle Flecken gekennzeichnet, die eng beieinander liegen und ein dunkles marginales (am Rand gelegenes) Band bilden. Zwischen den dunklen Zeichenelementen auf dem Carapax verläuft ein unregelmäßiges blasses Band, das schmal an den Seiten der Pars cephalica beginnt und in posteriore Richtung verbreitert und schließlich am posterioren Rand endet. Diese dunkle Musterung ist bei Jungtieren und subadulten Individuen oder wie auch in unzureichend konservierten Exemplaren oftmals wenig bis gar nicht vorhanden. Das Opisthosoma besitzt eine weißliche bis graue oder schwärzliche Farbgebung.
Die Augenpartie, mit sechs anstelle der für Spinnen üblichen acht Augen, nimmt etwa zwei Drittel der Breite des cephalen (am Kopf gelegenen) Bereichs ein. Der Clypeus (Abschnitt zwischen den anterioren Augen und dem Rand des Carapax) ist 0,5 Millimeter lang, was in etwa dem zweieinhalbfachen Durchmesser der medianen Augen entspricht. Alle Augen haben einen Durchmesser von etwa 0,2 Millimetern. Die medianen berühren beinahe die Linie entlang der Frontalkante der anterior (vorne) lateralen Augen und sind von diesen in einem Abstand, der mehr als ihr länglicher Durchmesser in einem Verhältnis von 23 zu 20 entspricht, getrennt.
Die Beinformel (absteigende Längenformel der Beinpaare) lautet 4-2-1-3 anstelle wie bei den meisten Spinnen 4-1-2-3. Das erste Beinpaar ist 4,17 seine Femora (Schenkel) 1,17 und das zweite Beinpaar 4,57 und seine Femora jeweils 1,3 mal so lang wie der Carapax.
| Beinpaar                                              | Femur | Patella (Glied zwischen Femur und Tibia) | Tibia (Schiene) | Metatarsus (Fersenglied) | Tarsus (Fußglied) | Gesamtlänge |
| ----------------------------------------------------- | ----- | ---------------------------------------- | --------------- | ------------------------ | ----------------- | ----------- |
| Pedipalpen (umgewandelte Extremitäten im Kopfbereich) | 1,48  | 0,55                                     | 1               | -                        | 1,2               | 4,23        |
| 1                                                     | 4,7   | 1,25                                     | 4,8             | 4,75                     | 1,2               | 16,7        |
| 2                                                     | 5,25  | 1,3                                      | 5,25            | 5,3                      | 1                 | 18,3        |
| 3                                                     | 4,35  | 1,2                                      | 3,95            | 4,5                      | 1,2               | 15          |
| 4                                                     | 5     | 1,25                                     | 4,55            | 5,2                      | 1,2               | 17,2        |

#### Männchen
Das Männchen gleicht abgesehen von den hier genannten Eigenschaften dem Weibchen, seine Färbung ist mit dem des weiblichen Gegenstücks nahezu identisch. Beim Männchen sind die lateralen Flecken auf der Pars thoracica jedoch stark reduziert. Sein Clypeus hat eine Länge von 0,4 Millimetern, was hier in etwa dem Zweifachen von den weitesten Durchmessern eines medianen Auges entspricht. Die Augen sind unterschiedlich groß, haben aber allesamt einen Durchmesser von etwa 0,2 Millimetern. Die medianen Augen berühren sich ungefähr an der Linie entlang der Frontalkande der anterior lateralen Augen und der Abstand zwischen diesen Augen entspricht dem Durchmesser der Augen.
Die Beinformel des Männchens lautet 2-1-4-3. Bei ihm entspricht die Länge des ersten Beinpaares das 6,1-fache, die dessen Femora das 1,58-fache der des Capapax, während die Beine des zweiten Paares 7,5-mal und dessen Femora 1,8-mal so lang wie der Carapax sind.
| Beinpaar   | Femur | Patella | Tibia | Metatarsus | Tarsus | Gesamtlänge |
| ---------- | ----- | ------- | ----- | ---------- | ------ | ----------- |
| Pedipalpen | 1,6   | 0,64    | 1     | -          | 0,55   | 3,79        |
| 1          | 5,3   | 1,25    | 5,85  | 6,15       | 1,3    | 19,85       |
| 2          | 6,3   | 1,2     | 7,4   | 8,2        | 1,3    | 24,4        |
| 3          | 4,85  | 1,15    | 4,5   | 5,65       | 1,1    | 17,25       |
| 4          | 5,15  | 1,15    | 5,05  | 6,25       | 1,25   | 18,85       |

### Genitalmorphologische Merkmale
Die Femora der Pedipalpen vom Männchen der Braunen Einsiedlerspinne sind etwa viermal so lang wie breit und die vergleichsweise breiten Tibien selbiger Extremitäten weniger als doppelt so lang wie tief. Ein einzelner Bulbus (männliches Geschlechtsorgan) ist bei der Art eher breit und oval gebaut sowie mit einem dünnem, gebogenem Embolus (drittes und letztes Sklerit, bzw. Hartteil des Bulbus) versehen, dessen Länge deutlich höher als die Breite des Bulbus selber ausfällt.
Bei der Epigyne (weibliches Geschlechtsorgan) der Braunen Einsiedlerspinne sind die Spermatheken (Samentaschen) im Bereich der Mittellinie leicht bis mäßig voneinander getrennt und jeweils mit einem markanten, fingerartigen Lappen ausgestattet, der vom inneren Rand ausgeht. Entlang des äußeren Randes haben die Spermatheke je eine unregelmäßige Reihe kleiner Projektionen (Vorsprünge).

## Verbreitung

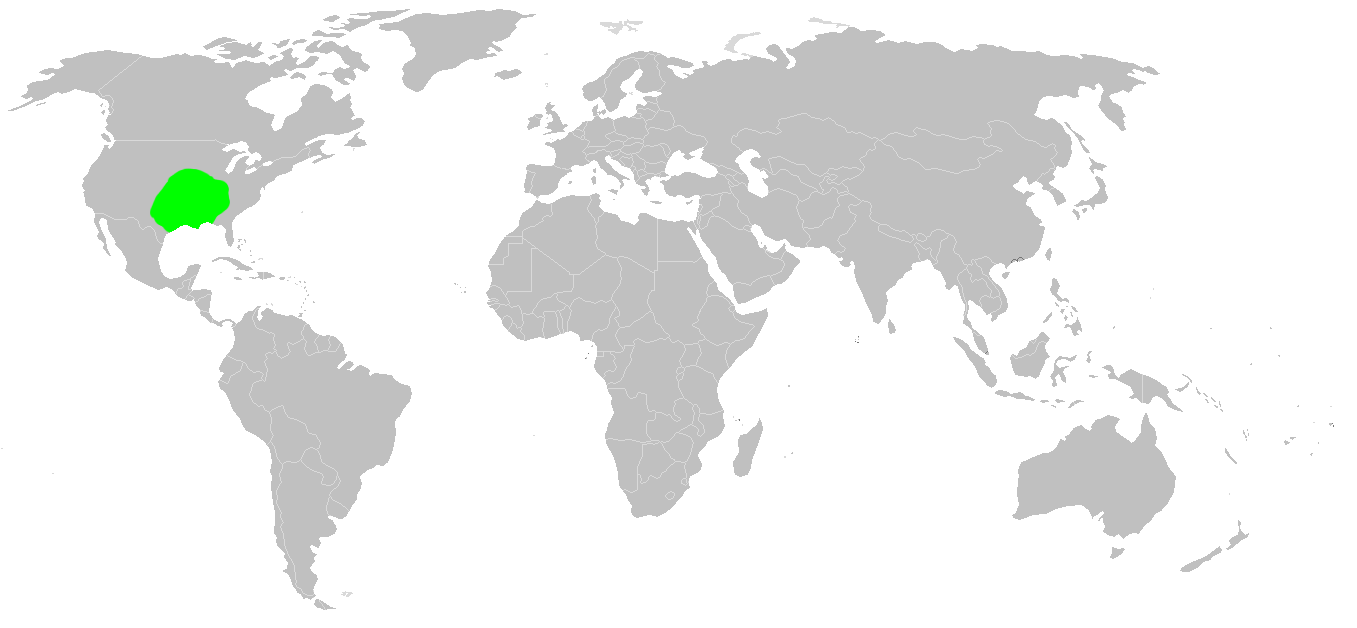
Verbreitung der Braunen Einsiedlerspinne

Das in den Vereinigten Staaten gelegene Verbreitungsgebiet der Braunen Einsiedlerspinne erstreckt sich vom 100. nach Osten hin bis zum 85. Meridian, während es nach Norden hin in den US-Staaten Iowa und Illinois endet und in südliche Richtung bis zu der Golfküstenebene und nahe Mexikos reicht. In Mexiko selber sind bisher lediglich zwei Einzelfunde im Staat Tamaulipas erfolgt. Im Zentrum der Vereinigten Staaten ist die Art recht häufig vorkommend. Bei den außerhalb ihres Verbreitungsgebiets geschehenen Funden innerhalb der Vereinigten Staaten dürfte es sich um durch menschliche Transportmittel verschleppte Exemplare handeln.

### Lebensräume
Das Habitat (Lebensraum) der Braunen Einsiedlerspinne variiert je nach Verbreitungsgebiet. In den südlichen Bereichen des Gebiets bewohnt sie überwiegend die Unterseite von Steinen, Streuschichten und als synanthrope (an menschliche Siedlungsbereiche angepasste) Art auch das Innere verschiedenster Gebäude. Im nördlichen Teil ihres Verbreitungsgebiets hingegen bewohnt die Spinne vermehrt Gebäude und seltener natürliche Lebensräume. Insgesamt scheint sie xerophil zu sein und demzufolge trockene Areale zu bevorzugen.

### Annahmen zur Ausbreitung
Es besteht die Annahme, dass sich die Braune Einsiedlerspinne über ihr ursprüngliches Verbreitungsgebiet anderorts etablieren konnte. Dies dürfte allerdings auf fehlerhafte Bestimmungen der Art zurückzuführen sein, die nicht von Fachpersonen erfolgten, zumal die Spinne durch Verschleppungen auch bereits in Teilen der Vereinigten Staaten außerhalb ihres Verbreitungsgebiets gesichtet wurde. Wissenschaftlich belegte Sichtungen der Art außerhalb der Vereinigten Staaten abgesehen von den beiden in Mexiko sind bisher jedoch nicht erfolgt.

## Lebensweise
Die Braune Einsiedlerspinne ist wie alle Sechsäugigen Sandspinnen (Sicariidae) nachtaktiv und führt eine eher versteckte Lebensweise. Die Populationsdichte kann dabei in geeigneten Habitaten recht hoch ausfallen.

### Jagdverhalten und Ernährung
Zwar lebt die Braune Einsiedlerspinne mitunter räuberisch, jedoch anders als für Spinnen üblich nicht ausschließlich. Sie legt für den aktiven Beutefang unter anderem ein lockeres, unregelmäßiges Spinnennetz aus sehr klebrigen, cremefarbenen bis gräulichen Fäden an. Das unregelmäßige Netz weist keine erkennbare Struktur auf. Es setzt sich aus einem Labyrinth von Fäden zusammen, die in alle Richtungen verstreut angelegt sind. Dieses Netz dient der Spinne tagsüber als Rückzugsort und wird oft in einem ungestörten Eckpunkt angelegt. Nachts verlässt die Art ihr Netz und sucht Beutetiere aktiv auf.
Beim eigentlichen Beutezugriff schnellt die Spinne auf das Beutetier zu und versetzt ihr einen mittels der Cheliceren verabreichten Giftbiss bevorzugt in eine der Extremitäten des Beutetiers. Ist dies geschehen, weicht die Spinne ggf. zurück um keinen Schaden zu nehmen, sollte das Beutetier versuchen, sich zu wehren. Dabei werden jedoch wehrlose Beutetiere wie die Stubenfliege (Musca domestica) gar nicht mehr von der Braunen Einsiedlerspinne nach dem Biss losgelassen. Das Gift wirkt auffallend schnell und der Jäger nähert sich diesem im Falle eines Rückzugs nicht mehr an, sobald das Gift seine Wirkung erreicht hat. Das Gift der Art wirkt hämolytisch (blutzerstörend) anstelle für Spinnen üblich neurotoxisch (die Nervenzellen schädigend).
In das Beutespektrum der Braunen Einsiedlerspinne fallen überwiegend Insekten. Jedoch werden auch eine Vielzahl anderer Gliederfüßer erbeutet. Es enthält daneben für den Menschen potentiell schädliche, bzw. gefährliche andere Spinnen oder Ameisen. Außerdem ließ sich belegen, dass die Art – ebenfalls für Spinnen atypisch – mehrheitlich tote Insekten verzehrt und somit überwiegend ein Aasfresser ist.

### Lebenszyklus und Phänologie

#### Fortpflanzung
Das Fortpflanzungsverhalten der Braune Einsiedlerspinne ist wie für Spinnen typisch in die Phasen des Aufsuchen eines Geschlechtspartners seitens des Männchens, der Balz und der eigentlichen Paarung. Es ist bei dieser Art vergleichsweise ausführlich erforscht.

## Biss und Gift

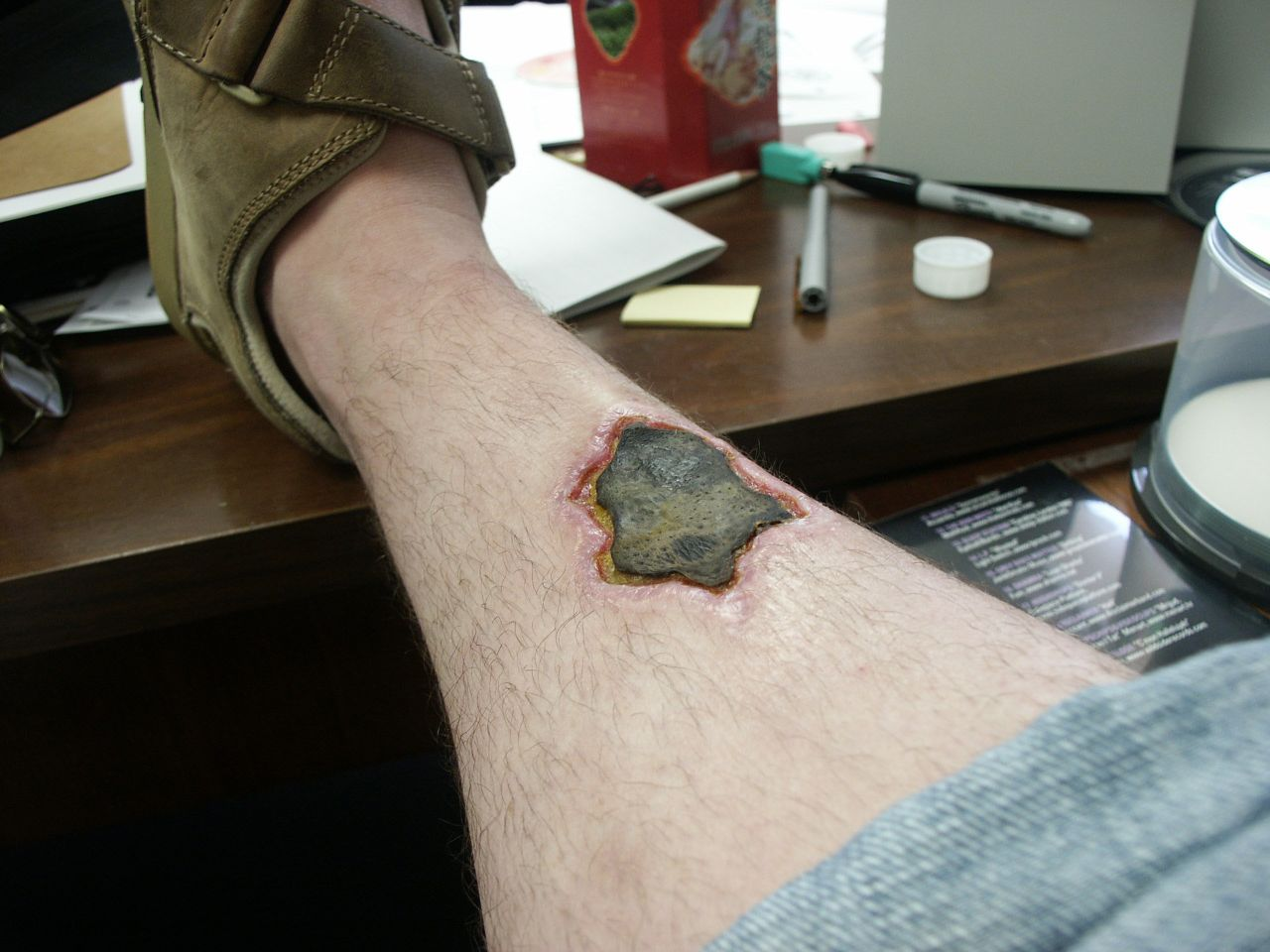
Nekrose infolge eines Bisses der Braunen Einsiedlerspinne

Die Spinne ist grundsätzlich nicht aggressiv und beißt nur zu, wenn sie Gefahr läuft, zerdrückt zu werden.
Der Biss ist weitgehend schmerzlos und wird oft gar nicht wahrgenommen. Die Größe der betroffenen Hautfläche ist sehr klein. Innerhalb von 2 bis 8 Stunden werden diese Wunden aber immer schmerzhafter. In den nächsten 12 bis 36 Stunden  wird die betroffene Fläche größer und die Schmerzen intensivieren sich. Binnen Tagen (bis zu einer Woche) kann es rund um die Bisswunde zu einer Nekrose kommen, selten folgt eine Sepsis. Die nekrotische Erscheinung eines Bisses kann mit einer Staphylococcus-aureus-Infektion verwechselt werden, die häufiger vorkommen als Bisse der Braunen Einsiedlerspinne.
Weitere mögliche körperliche Symptome nach einem Biss sind: Kopfschmerzen, Übelkeit, Erbrechen, Krämpfe und Muskelschmerzen. Auch Todesfälle kommen vor.